# Општина Сансимион (Харгита)
Сансимион (рум. Sânsimion) општина је у Румунији у округу Харгита.
Oпштина се налази на надморској висини од 658 m.